# Blejani (okręg Vâlcea)
Blejani – wieś w Rumunii, w okręgu Vâlcea, w gminie Scundu. W 2011 roku liczyła 519 mieszkańców.